# Луго, Ясмани
Ясмани Даниэль Луго Кабрера (исп. Yasmany Daniel Lugo Cabrera), 24 января 1990 года, Пинар-дель-Рио (город), Куба — кубинский борец греко-римского стиля, серебряный призёр Олимпийских игр, победитель Панамериканских игр, пятикратный Панамериканский чемпион.

## Биография
В 2009 году дебютировал на международной арене и на розыгрыше Кубка мира был четвёртым и в первый раз завоевал звание Панамериканского чемпиона. На чемпионате мира среди юниоров завоевал золотую медаль, но на чемпионате мира среди мужчин остался только 30-м. В 2010 году был седьмым на розыгрыше Кубка мира и был серебряным призёром Панамериканского чемпионата. В 2011 году снова было вторым в Панамерике. В 2012 году завоевал звание Панамериканского чемпиона и победил на Granma Cup. В 2013 году вновь победил на Панамериканском чемпионате, а также на турнире Cerro Pelado International; на чемпионате мира был только 32-м. В 2014 году победил на Играх стран Центральной Америки и Карибского бассейна, выиграл Granma Cup и Панамериканский чемпионат. В 2015 году снова  выиграл Granma Cup и Панамериканский чемпионат, а на чемпионате мира остался только 19-м. В 2016 году победил на предолимпийском квалификационном турнире в Сан-Франциско, был третьим на Granma Cup, вторым на Гран-при Испании и Wladyslaw Pytlasinski Cup.
Выступал на Олимпийских играх 2016 года в категории до 98 килограммов. Спортсмены были разделены на 2 группы, из которых определялись два финалиста, разыгрывающие между собой золотую и серебряную награды. Проигравшие финалисту встречались между собой в утешительных встречах, в которых определялись два бронзовых призёра, по одному от каждой группы.
К числу явных претендентов на медали, занимая восьмую строку мирового рейтинга, не относился.
На играх Луго Ясмани в четвертьфинале победил действующего олимпийского чемпиона Гасема Резаи, смог выйти в финал, но там уступил несомненному фавориту Артуру Алексаняну.
| Выступление на Олимпийских играх 2016 года | Выступление на Олимпийских играх 2016 года | Выступление на Олимпийских играх 2016 года | Выступление на Олимпийских играх 2016 года | Выступление на Олимпийских играх 2016 года |
| Круг                                       | Соперник                                   | Периоды (технические баллы)                | Периоды (технические баллы)                | Итог (классификационные баллы)             |
| Круг                                       | Соперник                                   | 1                                          | 2                                          | Итог (классификационные баллы)             |
| ------------------------------------------ | ------------------------------------------ | ------------------------------------------ | ------------------------------------------ | ------------------------------------------ |
| Квалификация                               | Пропускал                                  | —                                          | —                                          | —                                          |
| 1/8                                        | Ди Хиао Китай                              | 2(2) — 0                                   | 0 — 0                                      | По очкам 3 — 0                             |
| 1/4                                        | Гасем Резаи Иран                           | 0 — 0                                      | 4(1+1+2) — 0                               | По очкам 3 — 0                             |
| 1/2                                        | Фредрик Шён Швеция                         | 1 — 0                                      | 1 — 0                                      | По очкам 3 — 0                             |
| Финал                                      | Артур Алексанян Армения                    | 2(2) — 0                                   | 1 — 0                                      | По очкам 0 — 3                             |